# Зятьковский, Юрий Васильевич
Юрий Васильевич Зятьковский (20 февраля 1938, Владивосток — 13 ноября 1991, Хабаровск) — советский преподаватель и тренер по волейболу.
Ректор Дальневосточной государственной академии физической культуры (1979—1991), кандидат педагогических наук (1976), профессор.

## Биография
Юрий Васильевич Зятьковский родился 20 февраля 1938 года во Владивостоке. Выступал за волейбольную команду Дальзавода. В 1960 году в составе «СКА-Хабаровск» стал чемпионом Хабаровского края. После окончания учёбы в ГДОИФК имени П. Ф. Лесгафта, он преподавал в институте Хабаровском институте инженеров железнодорожного транспорта.
С 1967 года заведовал кафедрой спортивных игр Хабаровского института физкультуры.
Одновременно работал тренером команд «СКИФ», «СКА», сборной ДСО «Буревестник» и сборной Хабаровского края. Под руководством Зятьковского команды «СКИФ» и «СКА» неоднократно побеждали в чемпионатах и Кубках края по волейболу. Со сборной дважды участвовал в финале Спартакиад народов РСФСР (1972, 1976).
С 1968 по 1990 год возглавлял федерацию волейбола Хабаровского края. Также был членом исполкома Всероссийской и Всесоюзной федераций волейбола, Национального олимпийского комитета и президентом Дальневосточной олимпийский академии.
В 1976 году защитил кандидатскую диссертацию по теме «Исследование эффективности преподавания волейбола в институтах физической культуры».
С 1979 по 1991 год работал ректором Хабаровского государственного института физической культуры.
Умер 13 ноября 1991 года в Хабаровске.
В память о Зятьковском проводятся ежегодные турниры ветеранов волейбола среди женских команд Хабаровского и Приморского краев и открытые соревнования по волейболу среди женских команд Дальневосточного федерального округа «Приз Ю. В. Зятьковского — первого президента Дальневосточной олимпийской академии».
Похоронен на Центральном кладбище Хабаровска.

## Награды и звания
- Почётное звание «Заслуженный работник физической культуры РСФСР»

## Публикации
- Шумский В. Г., Панфилов О. П., Слободян А. П., Зятьковский Ю. В., Иванов П. И., Выдыш 3. И., Борисов К. В., Усенко В. П. Управление процессом подготовки спортсменов. — Ленинград: ЛНИИФК, 1978.
- Панфилов О. П., Ярославцев В. Л., Шумский В. Г., Иванов Н. И., Зятьковский Ю. В., Усенко В. П., Могилев В. Е., Вечеренко А. П. Влияние специфики вида спорта на процессы поясно-географической адаптации спортсменов. — Теория и практика физической культуры, 1979. — № 5. — С. 23-25.
- Зятьковский Ю. В. Оптимизация преподавания волейбола в институте физической культуры. — Хабаровск, 1988. — 67 с.